# Callimetopus laterivitta
Callimetopus laterivitta es una especie de escarabajo longicornio del género Callimetopus,  subfamilia Lamiinae. Fue descrita científicamente por Heller en 1915.
Se distribuye por Filipinas. Mide 13-16 milímetros de longitud.